# Paulo do Carmo
Paulo Rogério do Carmo (Maringá, 9 de outubro de 1976) é um advogado, policial militar e político brasileiro filiado ao União Brasil (UNIÃO). Foi vereador de Maringá e atualmente é deputado estadual pelo Paraná.

## Biografia
Paulo Rogério do Carmo nasceu em Maringá em 1976. Do Carmo, como é mais conhecido, se autodeclara preto.  Maringaense, tem 46 anos,  casado e pai de dois filhos.
Com apenas 14 anos se inseriu no mercado de trabalho pelo menor aprendiz, sendo monitor de estacionamento rotativo da cidade de Maringá. 
Realizou seus estudos em Maringá onde se formou em Direito e pós graduou em Direito Aplicado pela Escola da Magistratura do Paraná e direito Penal e Processo Penal pela Unifamma
Ingressou na Polícia Militar do Paraná em 1997, tornou-se cabo em 2005 e sargento em 2007. Em 2008, tornou-se Comandante da Polícia Rodoviária de Rolândia e logo assumiu a chefia da equipe do grupo especializado ROTAM da 4ª Cia. PRv, de Maringá.
Em 2015 foi convidado para assumir a parte jurídica do então Partido da República (PR), onde advogou para o diretório entre 2015 e 2016 conciliando todas estas atividades com direção das suas empresas no ramo de transportes e educação, disputou as eleições de 2016, concorrendo a uma vaga na Câmara Municipal de Maringá, pelo Partido da República (PR), sendo eleito com 4 mil votos.
Ingressou no PSL em 2018 para disputar as Eleições gerais no Brasil em 2018, sendo eleito deputado estadual do Paraná com 17.000 votos, assegurado pelo quociente eleitoral do partido. Do Carmo exerceu seu mandato por três anos, disputando e assumindo cargos, como líder do então PSL com a maior bancada da ALEP e após 2º Vice- presidente.
Nas eleições de 2022 foi eleito novamente deputado estadual pelo União Brasil. Com 53.229 votos demonstrando aprovação de todo seu trabalho realizado em prol das pessoas e dos municípios.

## Perda do mandato
Com a cassação, em outubro de 2021, do mandato de Fernando Francischini pelo TSE por fake news nas eleições de 2018, decretando a anulações de seus votos, houve uma recontagem de votos e Paulo do Carmo, que foi eleito pelo quociente eleitoral, perdeu o mandato de deputado estadual.

## Trabalho na Assembleia Legislativa do Paraná
Na Assembleia Legislativa do Paraná, Deputado Do Carmo novamente assume a função de liderar o partido União Brasil que é o terceiro maior partido do Brasil e possui a segunda maior bancada presente na ALEP. Esta também a frente de quatro comissões de suma importância: a presidência da Comissão de Revisão e Consolidação Legislativa onde irá atuar na revisão da legislação para a adequação dos dias atuais. E também  a vice-presidência da Comissão de Educação onde será discutida toda reestruturação física e pessoal da nossa educação, a Comissão de Obras Públicas, Transportes e Comunicação onde vai atuar na fiscalização para que haja uma tarifa justa com estradas e rodovias qualificadas e seguras para o trafego dos motoristas e a nova comissão instaurada na ALEP que é a Comissão de Igualdade Racial a 1ª da história em todas as Assembleias Legislativas do Brasil.